# Halmstad
Halmstad – miasto (tätort) w Szwecji i port morski na jej zachodnim wybrzeżu. Siedziba władz (residensstad) regionu administracyjnego (län) Halland. Ośrodek administracyjny (centralort) gminy Halmstad. Do 1970 roku Halmstad miało administracyjny status miasta.
W 2015 roku Halmstad liczył 66 124 mieszkańców.

## Gospodarka
W mieście rozwinął się przemysł maszynowy, metalowy, włókienniczy oraz hutniczy.

## Geografia
Halmstad jest położony u ujścia rzeki Nissan do zatoki Laholmsbukten (część Kattegatu), w południowej części prowincji historycznej (landskap) Halland na zachodnim wybrzeżu Szwecji (västkusten), mniej więcej w połowie drogi pomiędzy Kopenhagą i Malmö a Göteborgiem. Odległość do Malmö wynosi 135 km, do Göteborga 138 km.

## Historia

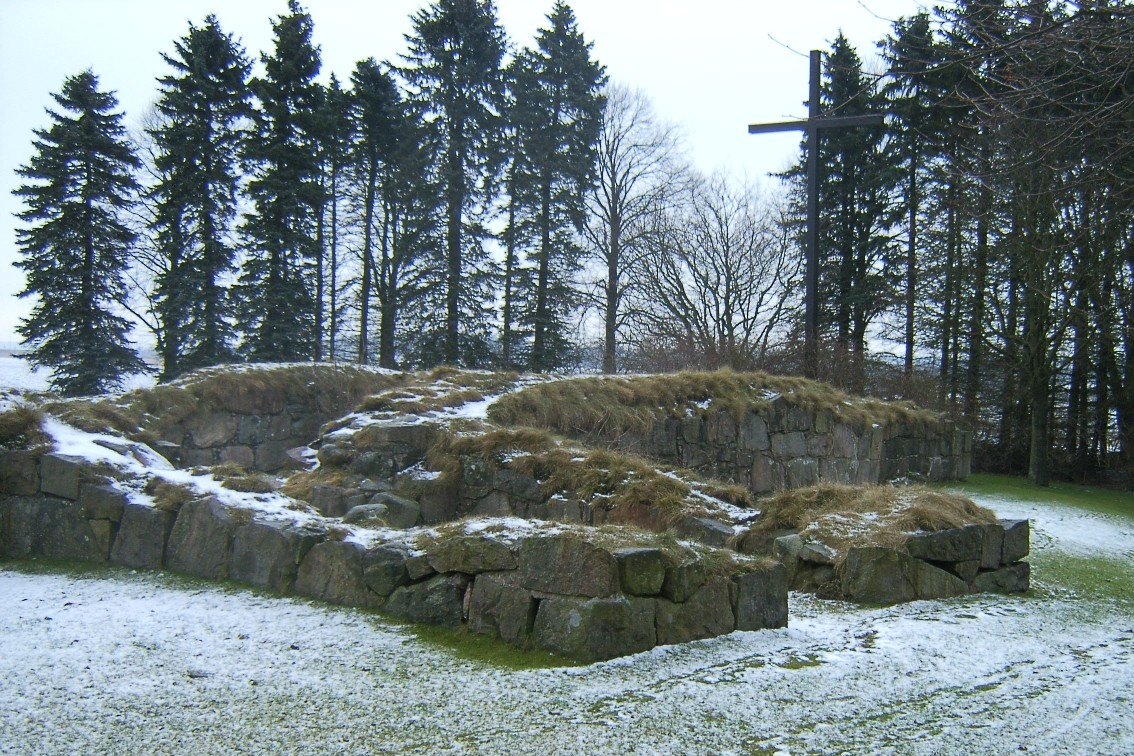
Ruiny kościoła Övraby, w miejscu pierwotnej lokalizacji miasta (między rzeką Nissan a współczesną dzielnicą Kärleken)

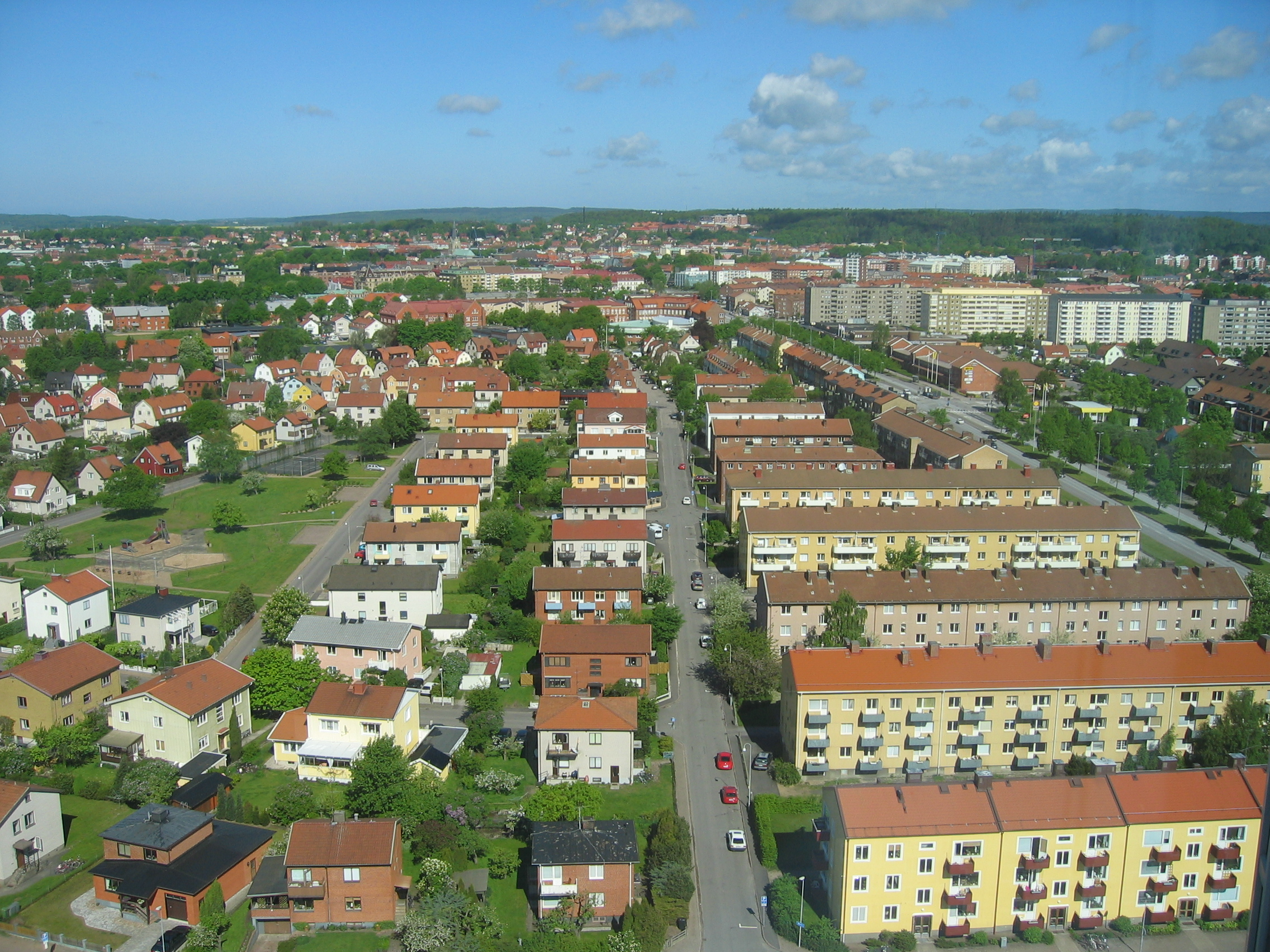
Widok na Halmstad (2005)

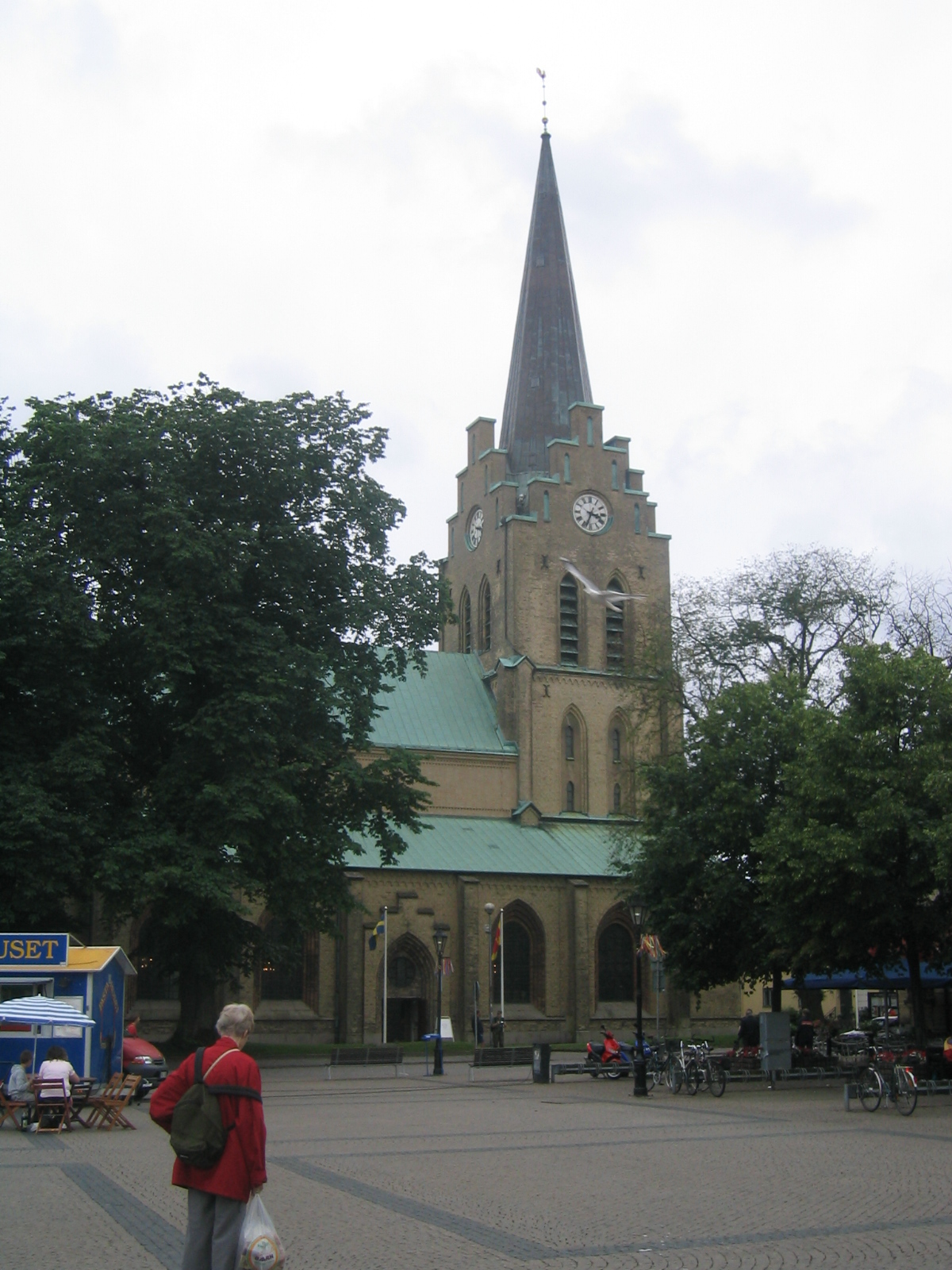
Kościół pw. św. Mikołaja (S:t Nikolai kyrka) przy Stora Torg

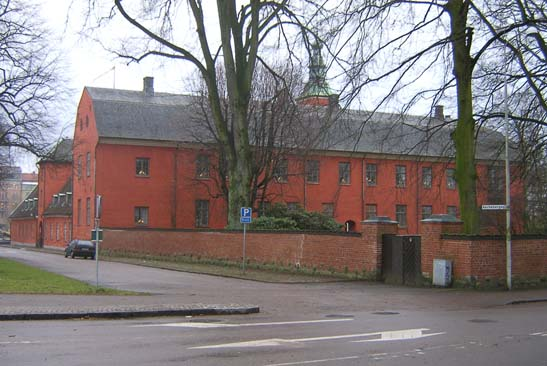
Zamek w Halmstadzie zbudowany w czasach Chrystiana IV

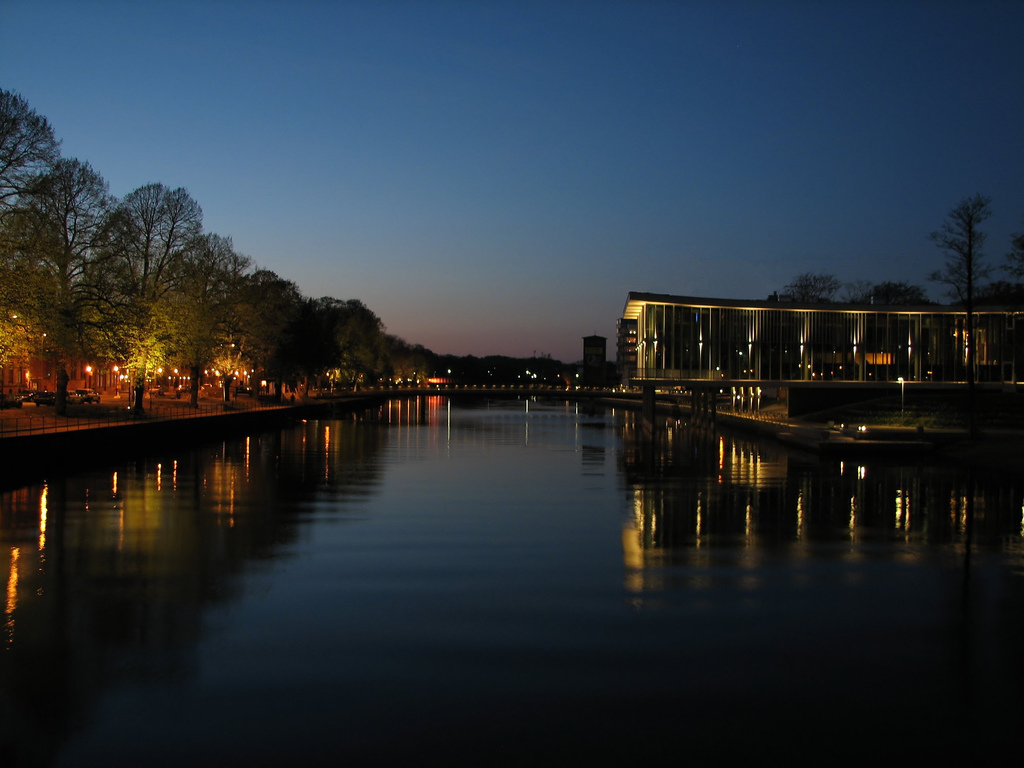
Widok na rzekę Nissan, po prawej budynek biblioteki miejskiej

Halmstad położony jest na skrzyżowaniu średniowiecznych szlaków handlowych – drogi prowadzącej wzdłuż wybrzeża Hallandu na osi północ-południe oraz drogi wzdłuż koryta rzeki Nissan w kierunku Smalandii, tzw. Nissastigen. Najstarsze znane przywileje miejskie dla Halmstadu pochodzą z 1307 roku.
Korzystne położenie, umożliwiające pośrednictwo w wymianie handlowej, przyczyniło się do rozwoju ośrodka miejskiego na tym terenie, którego najstarsze ślady pochodzą z połowy XIII wieku. Przyjmuje się, że miasto zostało założone około 1254/1255 roku przez króla duńskiego Krzysztofa I w związku z budową zamku nad rzeką Nissan (1255). Pierwotnie miasto zlokalizowane było około 2 km na północ od współczesnego centrum Halmstad w górę rzeki Nissan, w miejscu gdzie obecnie znajdują się ruiny kościoła Övraby. Z 1264 roku pochodzi wzmianka o istniejącym tam klasztorze dominikanów. W klasztorze tym około 1270/1271 roku powstał najstarszy znany dokument spisany w Halmstad. Jest to list Petrusa de Dacia do niemieckiej mistyczki Krystyny ze Stommeln.
W latach 20. XIV wieku osada miejska została przeniesiona z Övraby na współczesne miejsce, 2 km bliżej wybrzeża. Stara osada w Övraby przetrwała do 1563 roku. Nazwa nowego miasta zostało wymieniona w przywilejach z 1322 roku jako Broktorph, ale już w 1327 roku jako Halmstad. W XIV i XV wieku miasto pełniło ważną rolę pośrednika w wymianie handlowej ze szwedzką Smalandią. W XV wieku rozpoczęto budowę kościoła pw. św. Mikołaja (S:t Nikolai kyrka). Jest to jedyna średniowieczna budowla zachowana w Halmstadzie.
Pod koniec XVI wieku Halmstad stał się centrum administracyjnym i wojskowym należącego wówczas do Danii Hallandu. Miasto zostało ufortyfikowane, a w 1595 roku rozpoczęto z inicjatywy króla duńskiego Chrystiana IV budowę zamku. W 1619 roku w wyniku pożaru większa część zabudowy miasta uległa spaleniu. Po pożarze miasto odbudowano według renesansowych założeń architektonicznych. Układ zabudowy centrum miasta, zachowany do dziś, nabrał bardziej regularnych kształtów. Po 1645 roku, kiedy miasto i cały Halland przeszły we władanie Szwecji, rozwój miasta został zahamowany. W połowie XVIII wieku Halmstad liczyło około 1 tys. mieszkańców. Ponowny szybki rozwój miasta nastąpił w XIX wieku, kiedy Halmstad stało się znaczącym ośrodkiem przemysłowym i handlowym. W 1900 roku miasto liczyło około 15 tys. mieszkańców.

## Demografia
Liczba ludności tätortu Halmstad w latach 1960–2015:

## Komunikacja i transport

### Transport morski
Port morski Halmstad (Halmstad Hamn AB) znajduje się u ujścia rzeki Nissan do Laholmsbukten. Port ma charakter uniwersalny i obsługiwane tam są przeładunki m.in. kontenerowców, ładunków masowych suchych i płynnych, drewna, statków typu ro-ro.
Od stycznia 2013 roku port w Halmstad tworzy wraz z portem w Varbergu jeden zespół portów zarządzany przez spółkę HallandsHamnar AB, której właścicielami są po połowie gmina Halmstad i gmina Varberg.
Niedaleko od ujścia rzeki Nissan, na południe od centrum miasta znajdują się przystanie jachtowe.

### Drogi
Halmstad położony jest przy trasie E6/E20, przebiegającej wzdłuż zachodniego wybrzeża Szwecji. W Halmstad mają też swój początek/koniec drogi krajowe nr 15 (do Karlshamn), nr 25 (przez Växjö do Kalmaru) i nr 26 (przez Jönköping do Mora).

### Komunikacja miejska
Kolektywna komunikacja autobusowa na terenie miasta i gminy Halmstad oraz regionu administracyjnego Halland obsługiwana jest przez linie zarządzane przez Hallandstrafiken.

### Koleje
Przez Halmstad przebiega magistrala kolejowa Västkustbanan (Lund – Göteborg) oraz ma swój początek niezeelektryfikowana, jednotorowa linia przez Värnamo do Nässjö/Jönköping.

### Transport lotniczy
Około 3 km na północny zachód od centrum miasta położony jest Port lotniczy Halmstad (Halmstad City Airport). Lotnisko obsługuje połączenia krajowe ze Sztokholmem. Ważną częścią działalności jest także obsługa lotów czarterowych. Portem lotniczym zarządza i jest jego właścicielem gmina Halmstad.

### Drogi rowerowe
W Halmstad i jego najbliższych okolicach istnieje dobrze rozbudowana sieć ścieżek rowerowych, o łącznej długości ok. 270 km (2014).

## Edukacja
Halmstad jest rozwijającym się ośrodkiem akademickim. Prowadzi tam swoją działalność Högskolan i Halmstad, państwowa uczelnia wyższa powołana w 1983 roku. Według danych uczelni kształci się tam około 9300 studentów, liczba zatrudnionych wynosi 580 osób. Uczelnia oferuje około 80 kierunków różnych stopni i 250 różnego rodzaju kursów.

## Muzyka
Z Halmstad pochodzi Per Gessle – gwiazda muzyki rock i pop, członek m.in. grupy Gyllene Tider oraz Roxette; a także grupy Spiritual Beggars (stoner rock) oraz blackmetalowy zespół Shining.
W Halmstad urodził się Basshunter (Jonas Altberg), wykonawca muzyki eurodance.

## Sport
W Halmstad prowadzi działalność kilka klubów sportowych. Mają tam swoją siedzibę m.in. kluby piłkarskie Halmstads BK i IS Halmia, rozgrywające swoje spotkania na stadionie Örjans vall.
W najwyższej klasie rozgrywek piłki ręcznej w Szwecji (Elitserien) występuje klub HK Drott. Z Halmstad pochodzi tenisista stołowy Jörgen Persson, który rozpoczynał karierę w drużynie Halmstad BTK oraz tenisistka Sofia Arvidsson.